# Cerambycinae
Sous-famille
Les Cerambycinae sont une sous-famille d'insectes coléoptères de la famille des cérambycidés. Ils sont répandus dans le monde entier, surtout dans les régions  tropicales. Les Cerambycinae comprennent environ un tiers des espèces connues de Cerambycidae.

## Dénomination
Cette sous-famille a été décrite par l'entomologiste français Pierre André Latreille, en 1802, sous le nom de Cerambycinae.

## Morphologie

### Adulte
Les Cerambycinae sont des insectes de taille très variable, comprenant aussi bien les espèces les plus petites de la famille des Cerambycidae (genres méditerranéens Gracilia et Nathrius) que de grandes espèces, atteignant jusqu'à 8 cm de longueur (genre asiatique Neocerambyx).

Les Cerambycinae sont habituellement caractérisés par un corps plus ou moins rectangulaire, des antennes généralement longues, une tête triangulaire, des mandibules courtes et une aire stridulatoire en une seule pièce (parfois manquante dans certains genres comme Molorchus),.

Tandis que les espèces nocturnes sont caractérisées par des couleurs éteintes avec des tonalités noires, brunes ou grises, les formes diurnes présentent souvent des colorations éclatantes à teintes contrastées ou métalliques.

### Larve
- Les larves sont  caractérisées par une tête carrée, profondément enfoncée dans le prothorax, et par une lèvre supérieure extrêmement petite.
- Elles sont généralement dotées de très petites pattes, qui manquent parfois complètement, comme dans certains genres de la tribu des Clytini.

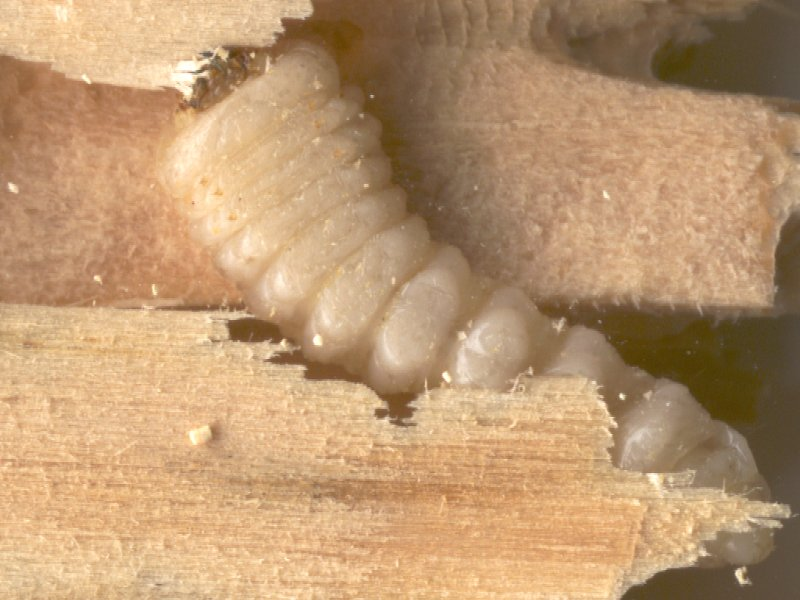
Larve de Hylotrupes bajulus (Linnaeus, 1758)

## Biologie

### Adulte
Les Cerambycinae comprennent des espèces aussi bien nocturnes que diurnes.

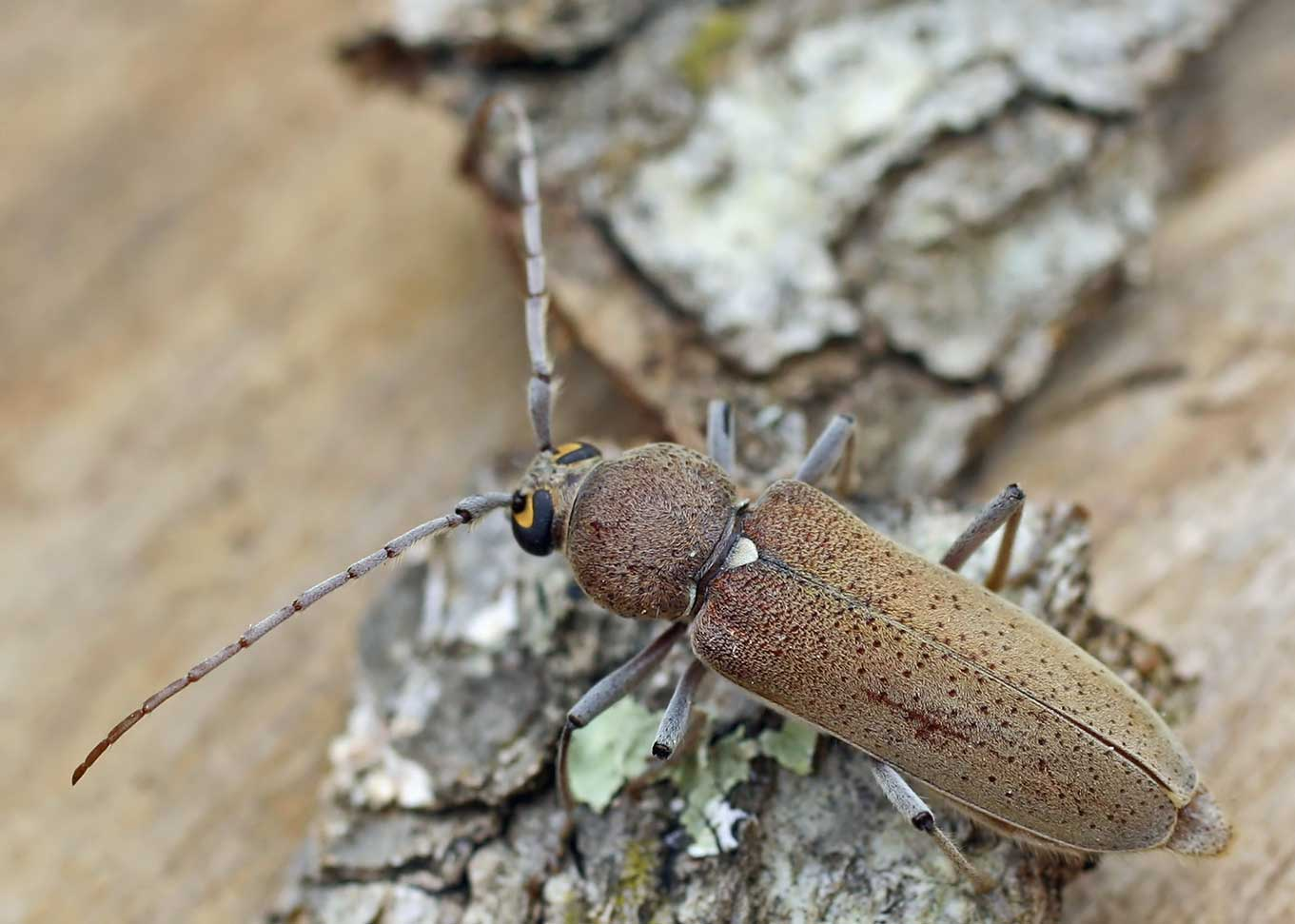
Hesperophanes sericeus (Fabricius, 1787)

Les tribus plus primitives (Xystrocerini, Hesperophanini, Callidiopini, Achrysonini, Elaphidiini) ainsi que la plupart des espèces tropicales sont nocturnes et arboricoles. 

Les formes plus évoluées sont diurnes et arboricoles (Callidiini, Callichromatini), et d'autres sont floricoles (Clytini, Anaglyptini, Stenopterini).

Il arrive que tous les degrés évolutifs soient présents dans la même tribu, parfois même dans un seul genre. Par exemple les Cerambycini comprennent dans le seul genre Cerambyx des espèces nocturnes (Cerambyx welensii), diurnes et arboricoles (Cerambyx cerdo, Cerambyx miles) et diurnes et  floricoles (Cerambyx scopolii).

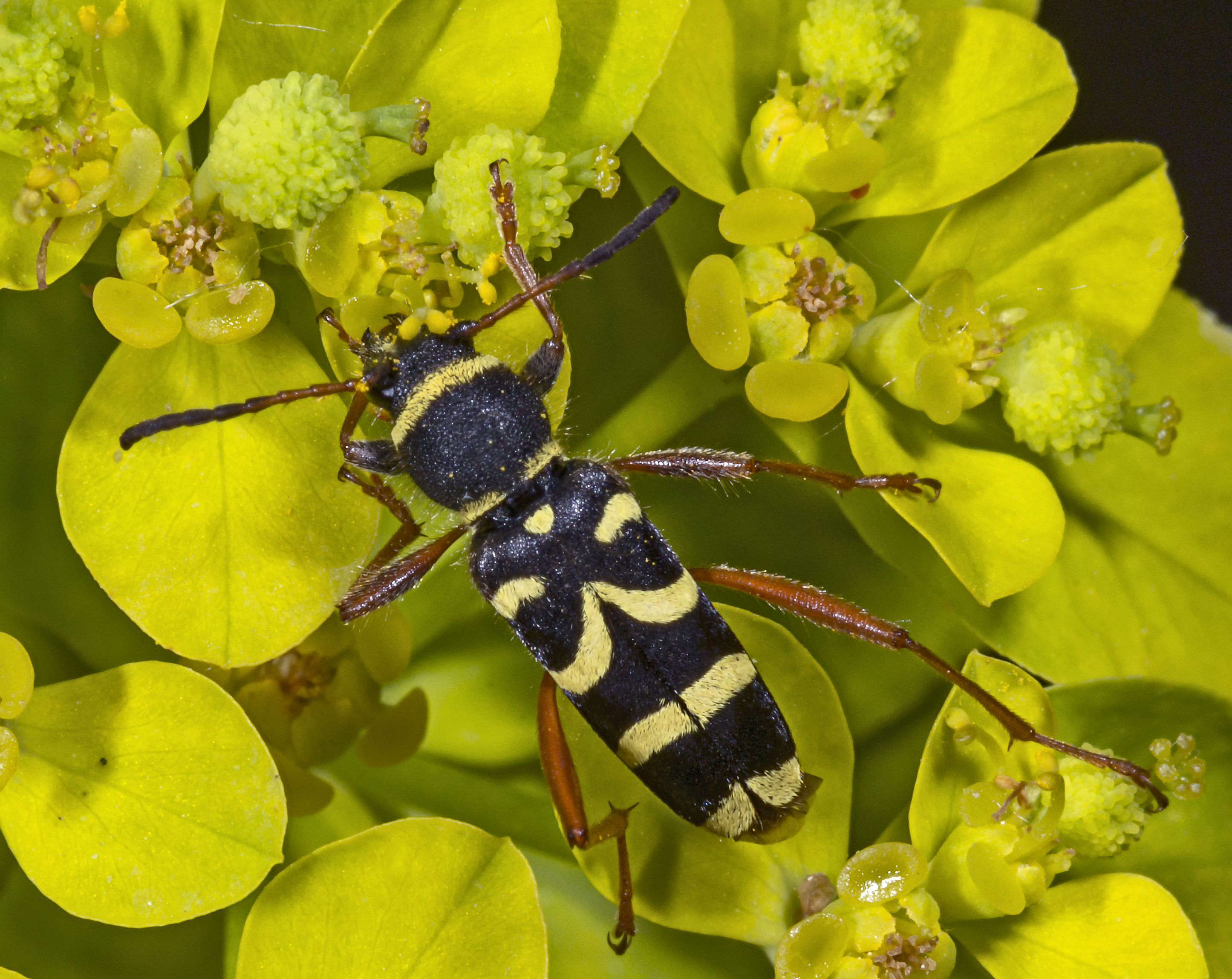
Clytus arietis (Linné, 1758).

Les groupes floricoles, comme les Clytini, présentent souvent des colorations aposématiques jaunes et noires qui les rendent très semblables à certains hyménoptères aculéates. Il s'agit d'un exemple typique de mimétisme batésien.

D'autres espèces diurnes (et parfois floricoles) comme les Trachyderini du genre Purpuricenus présentent des colorations aposématiques rouges et noires.

### Larve
Les larves des Cerambycinae attaquent aussi bien les arbres à feuilles que les conifères, en se nourrissant soit du bois du tronc soit des racines.

Les larves de deux espèces (Hylotrupes bajulus et Trichoferus holosericeus) peuvent aussi attaquer le bois sec mis en œuvre, ce qui les rend très dangereuses pour les habitations.

## Taxinomie
Les Cerambycinae ont été divisés en une centaine de tribus environ, dont les limites paraissent parfois controversées et difficiles à établir, surtout pour ce qui concerne les tribus les plus primitives et celles des zones tropicales.

### Dans le monde
Liste des tribus d'après Bousquet, Heffern, Bouchard et Nearns (2009), Galileo & Martins (2010) :
- Achrysonini
- Agallissini
- Alanizini
- Anaglyptini
- Aphanasiini
- Aphneopini
- Auxesini
- Basipterini
- Bimiini
- Bothriospilini
- Brachypteromini
- Callichromatini
- Callidiini
- Callidiopini
- Cerambycini
- Certallini
- Childonini
- Clytini
- Compsocerini
- Coptommatini
- Curiini
- Deilini
- Dejanirini
- Diorini
- Distichocerini
- Dodecosini
- Dryobiini
- Eburiini
- Ectenessini
- Elaphidiini
- Eligmodermini
- Erlandiini
- Eroschemini
- Eumichthini
- Gahaniini
- Glaucytini
- Graciliini
- Hesperophanini
- Hesthesini
- Heteropsini
- Holopleurini
- Holopterini
- Hyboderini
- Ibidionini
- Ideratini
- Lissonotini
- Lygrini
- Macronini
- Megacoelini
- Methiini
- Molorchini
- Mythodini
- Necydalopsini
- Neostenini
- Obriini
- Ochyrini
- Oedenoderini
- Oemini
- Opsimini
- Paraholopterini
- Phalotini
- Phlyctaenodini
- Phoracanthini
- Phyllarthriini
- Piesarthriini
- Piezocerini
- Platyarthrini
- Plectogastrini
- Plectromerini
- Pleiarthrocerini
- Protaxini
- Prothemini
- Psebiini
- Pseudocephalini
- Psilomorphini
- Pteroplatini
- Pyrestini
- Rhagiomorphini
- Rhinotragini
- Rhopalophorini
- Rosaliini
- Sestyrini
- Smodicini
- Spintheriini
- Stenhomalini
- Stenoderini
- Stenopterini
- Strongylurini
- Tessarommatini
- Thraniini
- Thyrsiini
- Tillomorphini
- Torneutini
- Trachyderini
- Tragocerini
- Trichomesini
- Tropocalymmatini
- Typhocesini
- Unxiini
- Uracanthini
- Vesperellini
- Xystrocerini

Non classé :
- incertae sedis

### En Europe
Moins d'une vingtaine de tribus sont présentes en Europe :
- Achrysonini Lacordaire, 1869
- Anaglyptini Lacordaire, 1869
- Callidiini Mulsant, 1839
- Callichromatini Blanchard, 1845
- Cerambycini Latreille, 1804
- Certallini Serville, 1834
- Clytini Mulsant, 1839
- Compsocerini Thomson,1864
- Deilini Fairmaire, 1864
- Elaphidiini Thomson 1864 (introduits)
- Graciliini Mulsant, 1839
- Hesperophanini Mulsant, 1839
- Hyboderini Linsley, 1940
- Molorchini Mulsant, 1863
- Obriini Mulsant, 1839
- Psebiini Lacordaire, 1869
- Stenopterini Fairmaire, 1868
- Trachyderini Dupont, 1836

Liste de genres rencontrés en Europe :
- Anaglyptus Mulsant, 1839
- Aromia Audinet-Serville, 1833
- Axinopalpis Duponchel & Chevrolat, 1842
- Callidium Fabricius, 1775
- Callimus  Mulsant, 1846
- Cerambyx Linnaeus, 1758 Cerambyx cerdo
- Chlorophorus Chevrolat, 1863
- Clytus Laicharting, 1784
- Gracilia Audinet-Serville, 1834
- Hesperophanes Dejean 1835

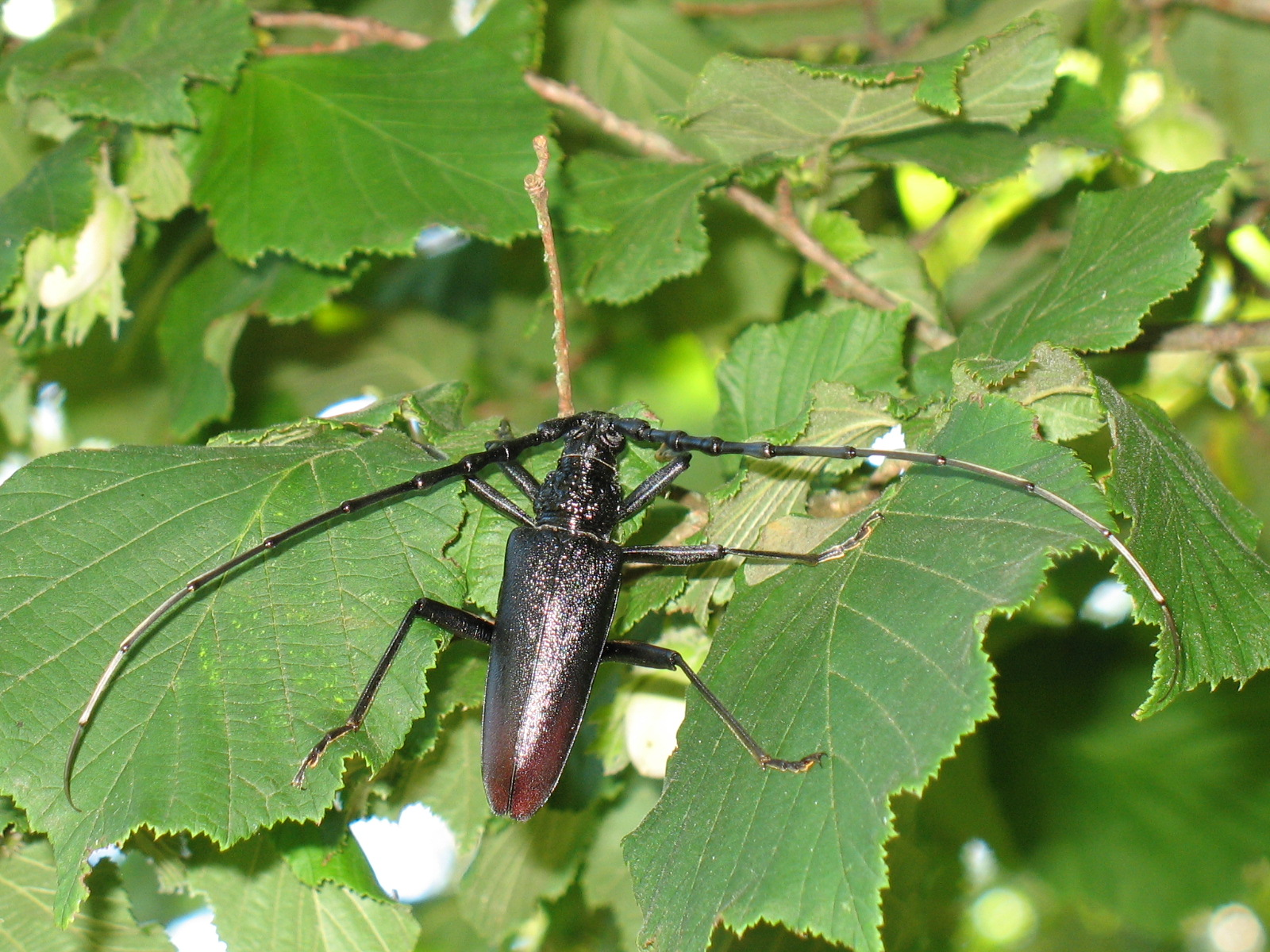
Cerambyx cerdo

- Hylotrupes Audinet-Serville, 1834 - Capricorne des maisons
- Molorchus Fabricius, 1792
- Nathrius Brethes, 1916
- Obrium Dejean, 1821
- Phoracantha Newton, 1840
- Phymatodes Mulsant, 1839
- Plagionotus Mulsant, 1842
- Purpuricenus Dejean, 1821
- Pyrrhidium Fairmaire, 1864
- Rosalia Audinet-Serville, 1833
- Stenopterus Illiger 1804
- Stromatium Audinet-Serville, 1834
- Trichoferus Wollaston 1854
- Xylotrechus Chevrolat, 1860